# Puccinellia wrightii
Puccinellia wrightii là một loài thực vật có hoa trong họ Hòa thảo. Loài này được (Scribn. & Merr.) Tzvelev miêu tả khoa học đầu tiên năm 1964.